# A29 (Griekenland)
De A29 is een autosnelweg in Griekenland. De autosnelweg verbindt Siatista met Kristalopigi. De snelweg ligt in de periferie West-Macedonië.